# Escadrila SPA 3
Escadrille 3 Les Cigognes („Berzele”) a fost o faimoasă unitate franceză de aviație în timpul Primului Război Mondial. Ea a fost adesea menționată ca „Escadrila Berzelor N3” datorită prezenței unei berze pe emblemă. Piloții din Groupe de Combat 12 au adoptat acest nume și au amplasat imaginile berzelor pe aeronavele lor.

## Istoric

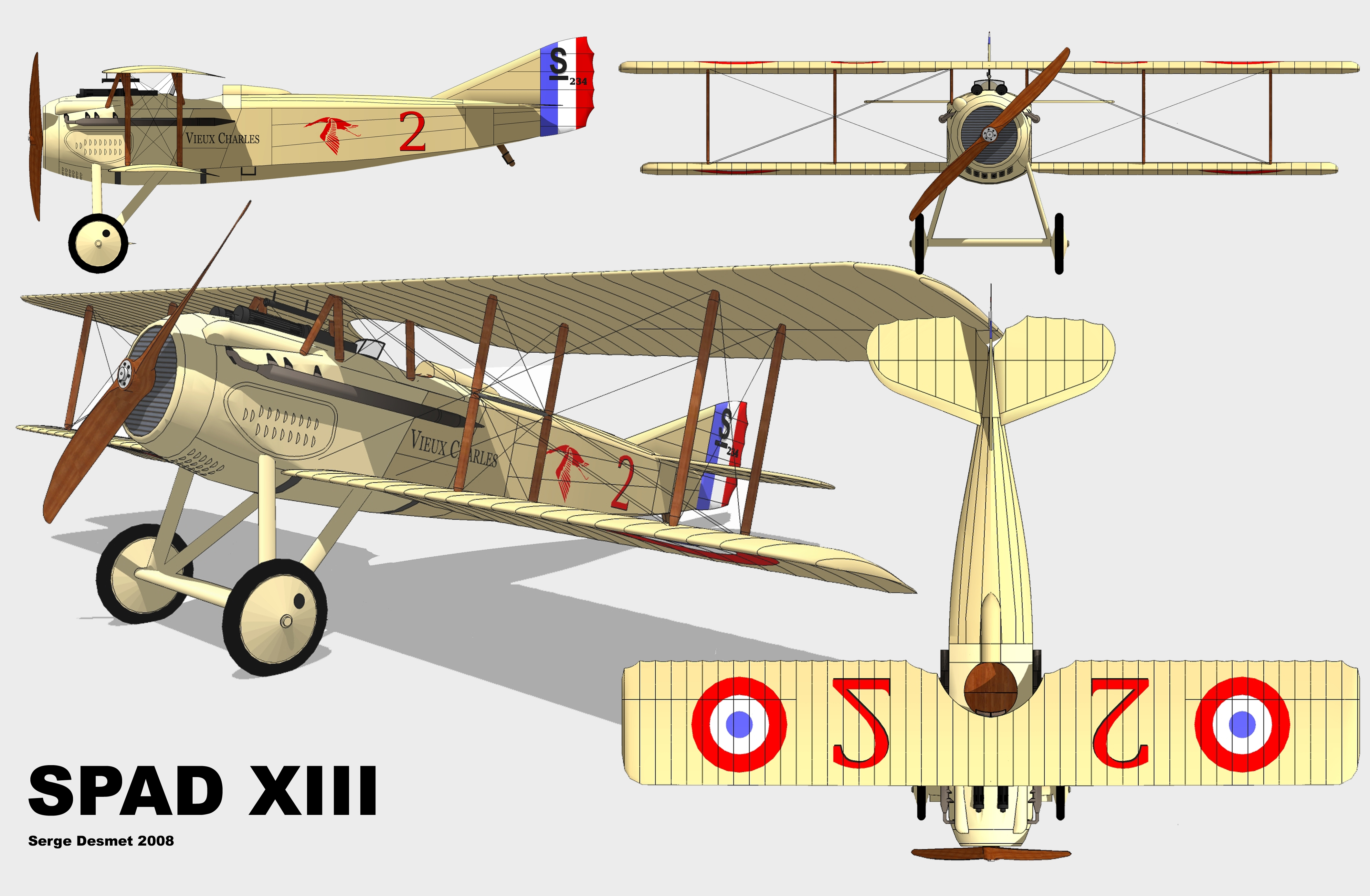
Avion Spad XIII cu semnul berzei desenat pe aripi și pe fuselaj

Escadrila 3 a fost formată în iulie 1912 la Avord ca Escadrila B13, fiind echipată cu aeronave Bleriot. Ea a început Primul Război Mondial cu aeronave Bleriot; cu toate acestea, la 18 martie 1915, a fost reechipată cu aeronave Morane-Saulnier și redesemnată Escadrila MS3. Căpitanul Felix Brocard a preluat comanda escadrilei pe 28 aprilie 1915. În 20 septembrie 1915 a avut din nou reechipată de această dată cu avioane de cercetare Nieuport; noua sa denumire a fost Escadrila N3.
La 16 aprilie 1916, unitatea a fost încorporată în Groupement de Combat de la Somme, împreună cu Escadrila N26, Escadrila N73 și Escadrila N103. Escadrila N37, Escadrila N62 și Escadrila N65 au fost alocate, de asemenea, pe o perioadă temporară către Groupement; cele șapte unități au fost plasate sub comanda lui Brocard. Pe 16 iunie 1916, căpitanul Alfred Heurtaux a preluat comanda Escadrilei N3. În septembrie 1916, generalul comandant al Armatei a 6-a a felicitat unitatea pentru că a doborât 38 de avioane inamice și trei baloane de observație între 18 martie și 18 august 1916.
La 1 noiembrie 1916, Groupement-ul celor patru unități a fost transformat oficial în Groupe de Combat 12; el a devenit mai cunoscut sub numele de les Cigognes (Berzele). Încă o dată, Escadrila N3 a fost citată, de această dată de mareșalul Ferdinand Foch, pentru obținerea a peste 36 de avioane inamice între 19 august și 19 noiembrie 1916. În martie 1917 a fost din nou citată, de data asta pentru doborârea a 128 de aeronave inamice. Escadrila a fost ulterior reechipată cu aeronave SPAD, devenind Escadrila Spa3.
Pe 5 decembrie 1918, Escadrila Spa3 a fost citată pentru a patra oară. De data asta a fost creditată cu distrugerea a 175 de avioane inamice și dezafectarea a încă 100. Această a patra citare i-a adus escadrilei decorarea cu Médaille militaire și cu Croix de Guerre. Moștenirea escadrilei continuă să fie păstrată și în prezent în forțele aeriene franceze; ea este reprezentat de o pasăre cu aripile în jos pe emblema escadrilei EC 1/2.

## Ofițeri comandanți
- Locotenentul G. L. A. Bellemois: până la 27 aprilie 1915
- Căpitanul Felix Brocard: 28 aprilie 1915 - 15 iunie 1916
- Căpitanul Alfred Heurteaux: 16 iunie 1916 - martie 1917
- Căpitanul Alfred Auger: martie 1917 - 28 iunie 1917
- Căpitanul Georges Guynemer: 29 iunie 1917 - 5 august 1917
- Căpitanul Alfred Heurteaux: 6 august 1917 - 3 septembrie 1917
- Căpitanul Georges Guynemer: 4 septembrie 1917 - 12 septembrie 1917
- Locotenentul Georges Raymond: 13 septembrie 1917 - septembrie 1918
- Locotenentul Aime Grasset: septembrie 1918 - 11 noiembrie 1918
- Locotenentul Jean Dombray: de la 11 octombrie 1918[3]

## Aerodromuri
- Avord: iulie 1912
- Cachy: 16 aprilie 1916
- Flandra: 12 iulie 1917[3]

## Personal notabil
- Georges Guynemer
- Rene Dorme
- Alfred Heurteaux
- Frank Baylies
- Andre J. Chainat
- Albert Deullin
- Jean Bozon-Verduraz
- Mathieu Tenant de la Tour
- Edwin C. Parsons
- Alfred Auger
- Andre Dubonnet
- Louis Risacher
- Joseph-Henri Guiget
- Georges Raymond[3]

## Aeronave
- Bleriot: iunie 1912
- Morane-Saulnier: 18 martie 1915
- Nieuport Cercetași: până la 20 septembrie 1915
- SPAD[3]

## Operațiuni
Când Franța a intrat în Primul Război Mondial, Escadrila 3 a fost atașată Armatei 1 Franceză. Ulterior, ea a fost desemnată să sprijine aerian operațiunile militare ale Armatelor a VI-a și a IV-a în septembrie 1914; ea a venit apoi în sprijinul Armatei a 6-a în octombrie 1914.
Pe 28 ianuarie 1917 unitatea a fost încorporată în Armata a 10-a, apoi transferată în subordinea Armatei a 7-a în martie 1917. Pe 12 iulie a început să sprijine acțiunile Armatei 1 în Flandra. GC 12, inclusiv Escadrila 3, a fost transferat din nou Armatei a 6-a pe 11 decembrie 1917.
Escadrila 3 și-a continuat serviciul în cadrul GC 12, fiind transferată împreună cu întreaga groupe în sprijinul Armatei a 10-a pe 5 iunie 1918; al Armatei a 5-a pe 17 iulie; Armatei 1 pe 29 iulie; și Armatei a 4-a pe 18 septembrie 1918.